# Synaps
Synaps är en koppling mellan två neuroner eller mellan en neuron och en målcell. Den vedertagna bilden av en synaps består av en presynaptisk del i axonens ände (presynaptisk terminal), det synaptiska gapet (synapsspringan, synapsspalten, synapsklyftan eller synapsgapet) och en postsynaptisk del i den andra nervcellen. Information från en sådan synaps överförs genom att så kallade signalsubstanser frisläpps från den presynaptiska terminalen och som sedan genom diffusion når den postsynaptiska nervcellen. När en neurotransmittor binder till en receptor på den postsynaptiska cellen förändras membranpotentialen, vilket kan alstra en aktionspotential. Det är aktionspotentialer som överför signalen genom nervcellen.
Det som bestämmer om en neurotransmittor kommer att alstra en aktionspotential är dels vilken typ av neurotransmittor som frisläpps, och dels mängden. Vissa neurotransmittorer (till exempel GABA) hämmar den postsynaptiska nervcellen från att alstra en aktionspotential genom att öppna kloridkanaler. Därmed blir den postsynaptiska membranpotentialen mer negativ, och kommer således längre bort från det tröskelvärde som krävs för en aktionspotential. Andra neurotransmittorer såsom acetylkolin och glutamat exciterar det postsynaptiska membranet.
Slutligen är det nödvändigt att neurotransmittorn försvinner från det synaptiska gapet för att möjliggöra att en ny signal kan vidarebefordras. Olika mekanismer existerar för att återställa den synaptiska mikromiljön, till exempel genom att neurotransmittorer tas upp i axonen igen via membranbundna pumpar, eller att enzymer bryter ner neurotransmittorerna.

## Typer av synapskopplingar

Kemisk informationsöverföring mellan nervceller:
A. Presynaptisk nervcell
B. Postsynaptisk nervcell
1. Mitokondrie
2. Vesikel med neurotransmittorer
3. Autoreceptor (mottagare av neurotransmittorer)
4. Synapsgap med fria neurotransmittorer (serotonin)
5. Postsynaptiska receptorer
6. Kalciumkanal
7. Exocytos från en vesikel
8. Återupptagning av neurotransmittorer

Det finns ett antal olika typer av synapser, nämligen:
- Dendrodendritisk: Koppling mellan två dendriter.
- Axodendritisk: Koppling mellan ett axon och en dendrit.
- Axoextracellulär: Ett axon som kan frigöra signalsubstanser i den extracellulära vätskan.
- Axosomatisk: Koppling mellan ett axon och en nervcells soma (cellkropp).
- Axosynaptisk: Ett axon som kopplar till ett annat axons terminal.
- Axoaxonisk: En koppling mellan ett axon och ett annat axon.
- Axosekretisk: Ett axon som kan frigöra signalsubstanser i ett blodkärl.
- Axolagostik: En lago som kopplas mellan ett axon och en cellkärna.